# シュテファン・フォン・リヒテンシュタイン
シュテファン・フォン・リヒテンシュタイン（Prinz Stefan von Liechtenstein, 1961年11月14日 クラーゲンフルト - ）は、リヒテンシュタインの侯子、外交官。2007年よりドイツ駐在大使を務めている。

## 略歴
リヒテンシュタイン侯子アレクサンダー（1929年 - 2012年）と、レーヴェンシュタイン＝ヴェルトハイム＝ローゼンベルク侯家家長カールの娘ヨゼフィーネ（1937年 - ）の間の次男。兄のクリティアン（1961年 - ）と一緒に双子として生まれた。系譜上では、リヒテンシュタイン侯ヨハン1世の五男エドゥアルトの5世孫にあたる。
1987年までインスブルック大学で経営経済学を学び、マーケティング、銀行経営のノウハウ、経済史などを重点的に研究した。1988年から1995年までスイスのUBS銀行に勤め、チューリッヒやフランクフルト・アム・マインで働いた。その後、ボストン・コンサルティング・グループに移った。同社を退社後は一族の所領を経営した。フリーの経済・金融コンサルタントとして活動後、リヒテンシュタイン政府のスイス駐在大使に就任し、ベルンに駐在した。2007年にはドイツ駐在大使となり、ベルリンに移った。この他、景観保護活動や若者のスポーツ奨励事業にボランティアとして参加している。

## 子女
1988年6月18日にウィーンにおいて、伯爵令嬢フロレンティーネ・フォン・トゥーン・ウント・ホーエンシュタイン（1963年 - ）と結婚し、間に2男2女をもうけた。
- ルーカス・ロメディオ・アレクサンダー・アルフレート・アントニウス・シュテファン・マリア（1990年 - ）
- コンラート・エマヌエル・ヨーゼフ・ミヒャエル・フランツィスクス・シュテファン・マリア（1992年 - ）
- アンナ・マリア・カロリーナ・クリスティーネ・ゾフィア・フロレンティーネ・クララ（1994年 - ）
- リタ・マリア・テレーゼ・アレクサンドラ・ベッティーナ・マルゲリーテ・フロレンティーネ（1999年 - ）